# 지란정
지란정(일본어: 知覧町)은 일본 가고시마현 사쓰마 반도의 남부, 중앙에 위치했던 정으로, 가와나베군 속했다.  2007년 12월 1일에 가와나베군 가와나베정, 에이정과 합병해 미나미큐슈시가 되었다.
지란 산기슭에는 무가의 저택이 남아 있어 '사쓰마의 작은 교토'라고 불린다. 제2차 세계대전 중에는 대일본제국군 특공대의 비행장이 있었고, 비행장 터에는 특공대 관련 자료를 전시한 지란특공평화회관이 있다.

## 지리
가고시마시에서 남남서쪽으로 약 36km 떨어진 사쓰마 반도의 남단에 위치한다. 정의 남부는 동중국해에 접해 있다. 지란정 북쪽의 내륙부가 중심 지역이다.

## 역사
에도 시대에는 시마즈 가문의 후예인 사타 시마즈 가문의 통치가 이루어졌다. 주로 교호(享保) 연간에 시마즈 히사타카(島津久峰)의 통치하에 상급 무사들의 주거와 외적으로부터의 방어를 겸한 무가 저택이 세워졌다.
1941년에는 마을 내에 육군 지란 비행장이 완성되었다. 이후 태평양전쟁 말기 오키나와전에서는 지란 비행장이 본토 최남단 카미카제 특공대의 출격지가 되었다.
- 1889년 4월 1일 - 정촌제 시행에 의해 지란촌이 성립하였다.
- 1896년 3월 29일 - 군 구획 개정에 의해 가와나베군에 속하게 되었다.
- 1932년 4월 1일 - 정으로 승격하였다.
- 2007년 12월 1일 - 가와나베정, 에이정과 합병해 미나미큐슈시가 되었다.

## 지역
- 총인구 13,887명
- 남성 인구 6,349명
- 여성 인구 7,538명
- 아동 인구 2,100명
- 생산가능인구 7,609명
- 노령인구 4,177 명
  - 총무성 통계국 「헤이세이12년 인구주택총조사」로부터

## 교통

### 철도
- 규슈 여객철도
  - 이부스키마쿠라자키 선

### 도로
- 국도 226호선

## 참고 문헌
- 角川日本地名大辞典編纂委員会,『角川日本地名大辞典 鹿児島県』1983, 角川書店